# Abdopus undulatus
Abdopus undulatus là một loài bạch tuộc thuộc họ Octopodidae. Loài này được phát hiện ở gần bờ biển Tongatapu, Tonga, trong môi trường đáy nước ở độ sâu 8 đến 20 mét (26 đến 66 ft). Con trưởng thành có thể đạt chiều dài 3,3 xentimét (1,3 in).